# ルシアン・ネイハム
ルシアン・ネイハム（Lucien Nahum、1929年 - 1983年）は、アメリカ合衆国の小説家。
エジプトのアレキサンドリア生まれ。
16歳の頃からイギリスやフランスの新聞記者としての活動を始め、フランス通信社ニューヨーク支局の新聞記者として長年仕事を行っていた。1975年に発表されたハイジャックを描いた唯一の小説『シャドー81』（中野圭二訳）はアメリカでは全く話題にならなかったが、日本では1977年度の週刊文春ミステリーベスト10で1位になるなど高く評価され、冒険小説の名作の一つに数えられる。
六ヶ国語に堪能であったほか、パイロットの免許を持っていた。